# 大塘三窝蛛
大塘三窝蛛（学名：Trilacuna datang）一种于中国云南省腾冲市界头镇大塘村发现的蜘蛛，隶属于卵形蛛科三窝蛛属。

## 鉴别特征
大塘三窝蛛雄性腹部精孔下方有四根长的粗大的刺，腹部沟前盾板区域明显向外隆起。